# أميريكان أوثورس
أميريكان أوذورس (بالإنجليزية: American Authors) هي فرقة إيندي روك أمريكية تتمركز في مدينة نيويورك ومتعاقدة مع شركة آيلاند ريكوردز، تشكلت في سنة 2006، وأفضل أغانيها هي Best Day of My Life و Believer من ألبومهم Oh, What a Life المنتج في سنة 2014.

## روابط خارجية
- أميريكان أوذورس على موقع ميوزك برينز (الإنجليزية)
- أميريكان أوذورس على موقع ميوزك برينز (الإنجليزية)
- أميريكان أوذورس على موقع أول ميوزيك (الإنجليزية)
- أميريكان أوذورس على موقع ديسكوغز (الإنجليزية)